# Xã Grange, Quận Deuel, South Dakota
Xã Grange (tiếng Anh: Grange Township) là một xã thuộc quận Deuel, tiểu bang Nam Dakota, Hoa Kỳ. Năm 2010, dân số của xã này là 127 người.